# Zico
Zico, vlastním jménem Arthur Antunes Coimbra (* 3. březen 1953, Rio de Janeiro) je bývalý brazilský fotbalista a trenér. Je považován za jednoho z nejlepších fotbalistů všech dob: časopis France Football ho roku 1999 vyhlásil 9. nejlepším fotbalistou 20. století, anglický časopis World Soccer ve stejném roce dokonce nejlepším fotbalistou 20. století. Mezinárodní federace fotbalových historiků a statistiků (IFFHS) ho označila za třetího nejlepšího brazilského fotbalistu historie. Pelé ho roku 2004 zařadil mezi 125 nejlepších žijících fotbalistů.

## Klubová kariéra

Zico ve Flamengu

S brazilským týmem Flamengo vyhrál Pohár osvoboditelů roku 1981 a následně i Interkontinentální pohár. Čtyřikrát se s Flamengem stal brazilským mistrem (1980, 1982, 1983, 1987). Třikrát byl vyhlášen nejlepším fotbalistou Jižní Ameriky (1977, 1981, 1982) v anketě deníku El Mundo (kterou později převzal deník El País). Působení: Flamengo (1971–1983, 1985–1989), Udinese Calcio (1983–1985), Kašima Antlers (1991–1994).

## Reprezentační kariéra
S brazilskou reprezentací získal bronzovou medaili na mistrovství světa roku 1978. Hrál rovněž na světových šampionátech 1982 a 1986, celkem za brazilský národní tým odehrál 72 zápasů a vstřelil v nich 52 branek.

## Trenérská kariéra
Po skončení hráčské kariéry se stal trenérem, vedl Kašima Antlers (1999), CFZ do Rio (2000–2002), japonskou reprezentaci (2002–2006), Fenerbahçe Istanbul (2006–2008), PFK Bunjodkor (2008), PFK CSKA Moskva (2009), Olympiakos Pireus (2009–2010), iráckou reprezentaci (2011–2012). Jako trenér získal asijský pohár roku 2004, vyhrál tureckou ligu a turecký superpohár roku 2007, uzbeckou ligu a uzbecký fotbalový pohár roku 2008 a ruský fotbalový pohár a superpohár roku 2009. Od roku 2014 trénuje tým FC Goa indické nejvyšší fotbalové soutěže.